# Honoré Delongueil
Honoré Delongueil (parfois écrit « de Longueil »), né le 16 février 1818 dans l'ancien 10e arrondissement de Paris, et mort à Thiais le 31 juillet 1889est un graveur et médailleur français.

## Biographie
Fils de Pierre Hippolyte Delongueil (1789-1865), fabricants de lacets à Crécy, et de Marie Françoise Gerbod, Honoré Delongueil est le petit-fils du graveur Joseph de Longueil.
Marié en l'église Saint-Nicolas-des-Champs le 16 février 1854 à Augustine Adèle Jean, dont il eut au moins deux filles, Marie Marguerite Emilie (née à Paris en 1854) et Marie Jeanne Geneviève (née à Paris en 1860).
Domicilié 8 rue Royale Saint-Honoré, il avait là son atelier où il ouvrit boutique vers 1838 et se retira en 1861, au château de Grignon à Thiais, chez René Panhard, futur constructeur d'automobiles.

### Médailles
- Médaille en cuivre. Olivier de Serres. Société libre d'agriculture de l'Eure, section des Andelys. Existe en 36 et 42 mm.
- Médaille en argent. Olivier de Serres. Société d'agriculture de la Gironde.

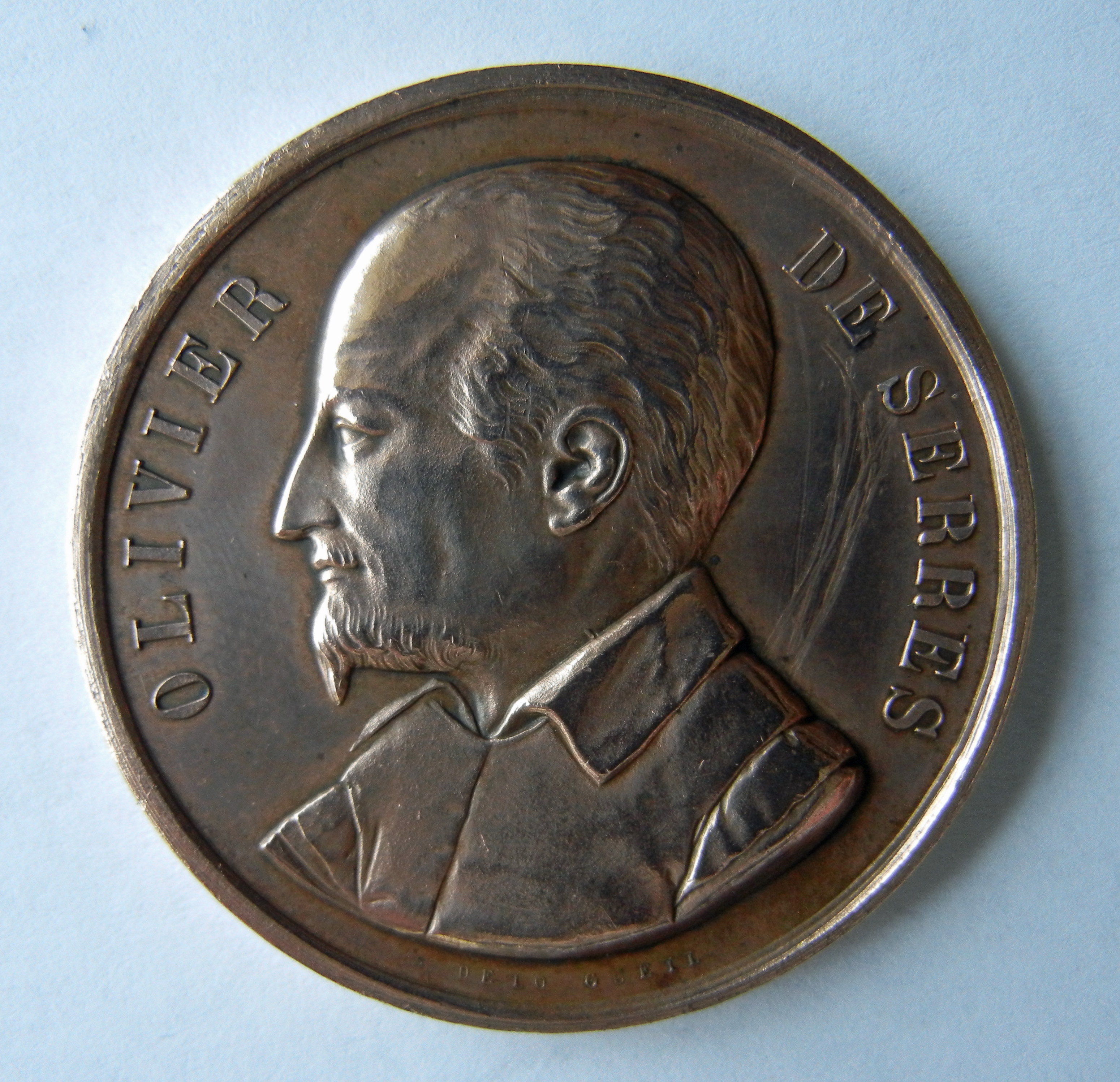
Médaille cuivre. Olivier de Serres. Société libre d'agriculture de l'Eure, section des Andelys. Graveur Honoré Delongueil. Diamètre 42 mm, poids 27 g. Avers
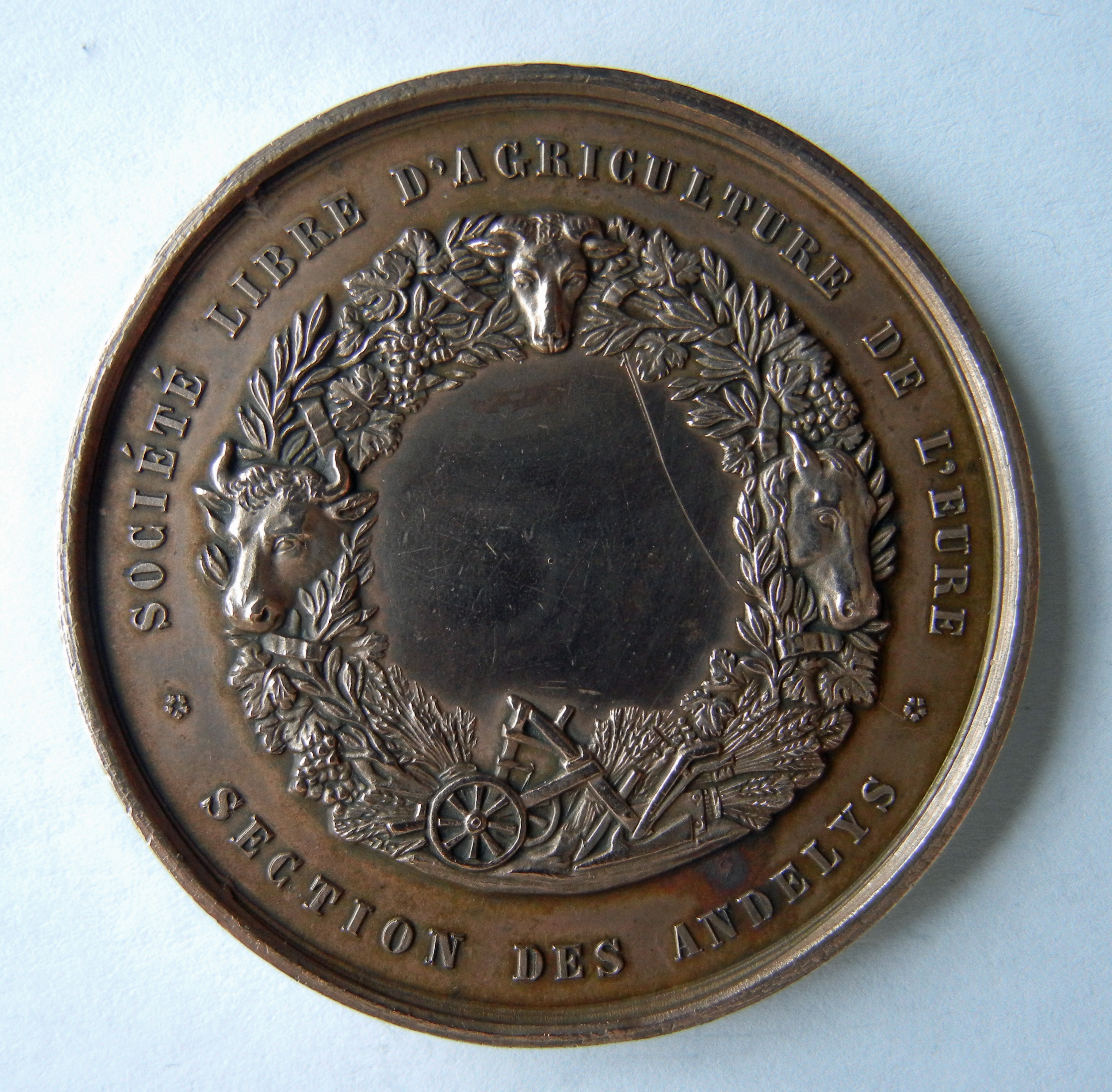
Médaille cuivre. Olivier de Serres. Société libre d'agriculture de l'Eure, section des Andelys. Graveur Honoré Delongueil. Diamètre 42 mm, poids 27 g. Revers
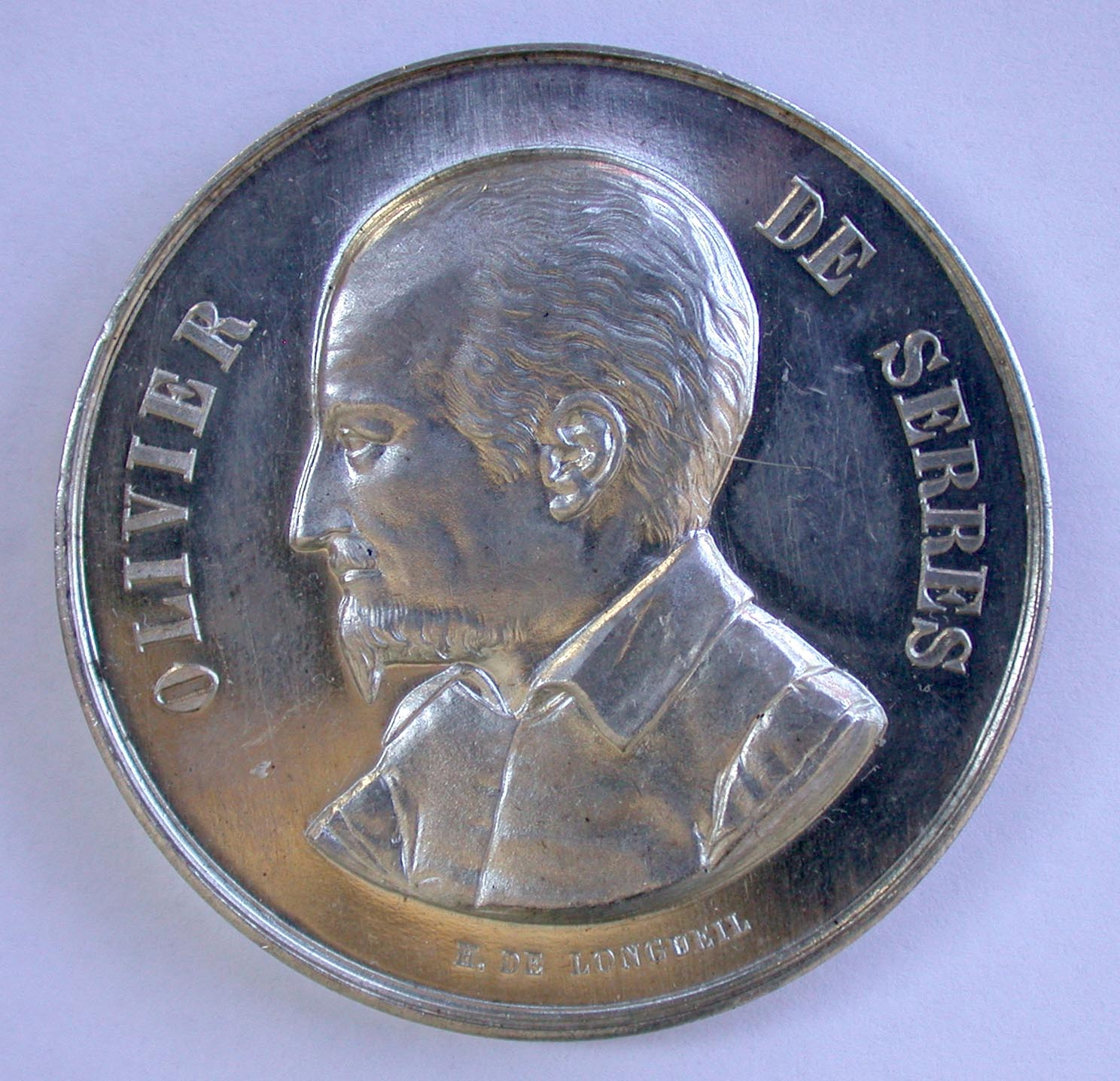
Médaille en argent. Olivier de Serres. Société d'agriculture de la Gironde. Graveur Honoré Delongueil (1818-1889). Avers
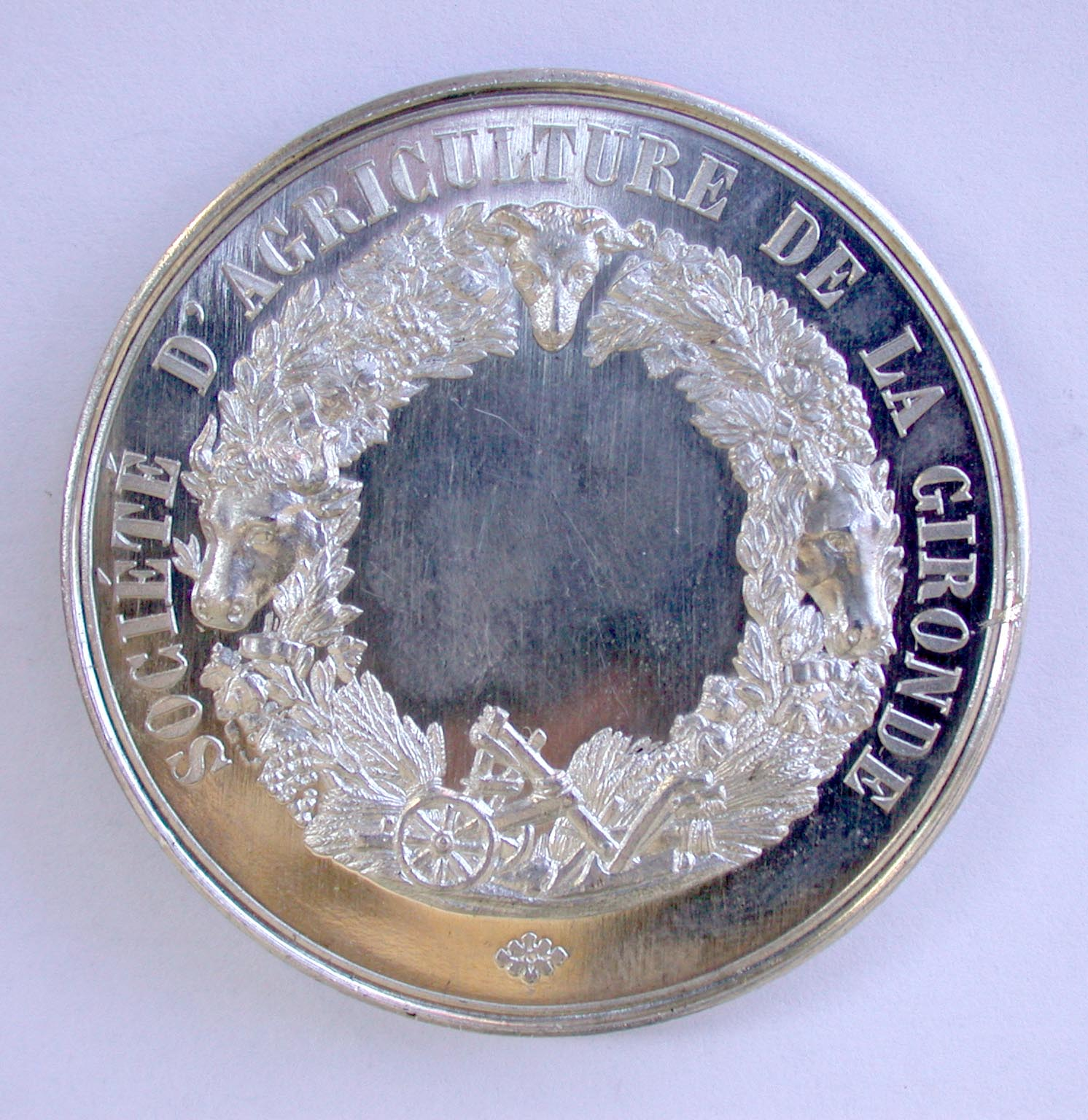
Médaille en argent. Olivier de Serres. Société d'agriculture de la Gironde. Graveur Honoré Delongueil (1818-1889). Revers